# Kukmorskij rajon
Il Kukmorskij rajon (in russo Кукморский район?, in tataro: Кукмара районы) è un municipal'nyj rajon della Repubblica Autonoma del Tatarstan, in Russia. Istituito nel 1930, occupa una superficie di 1 493 chilometri quadrati, conta 51 693 abitanti ed è suddiviso in 1 città e 29 comuni rurali. Il centro amministrativo è la città di Kukmor. Il distretto si trova lungo la riva destra del fiume Vjatka.